# کیم بوبو
کیم بوبو (انگلیسی: Kim Bobo؛ زادهٔ ۱۹۵۴ (۷۰–۷۱ سال)) اهل ایالات متحده آمریکا است. یک فعال مذهبی و حامی حقوق کارگران آمریکایی، و مدیر اجرایی فعلی مرکز بین ادیان ویرجینیا برای سیاست عمومی (VICPP)، یک ائتلاف مدافع غیر حزبی مستقر در ریچموند، ویرجینیا است. بوبو به یک مروج عدالت اجتماعی در سطح ملی است که کار حمایت، گسترش و توسعه مرکز بین ادیان را رهبری می‌کند. او کتابی دربارهٔ سازماندهی مبتنی بر ایمان نوشت با عنوان زندگی مهم است که به عنوان کتاب راهنمای سازمان مسیحیان مورد استفاده قرار می‌گیرد.
بوبو از شیکاگو به ویرجینیا نقل مکان کرد، جایی که او به عنوان مدیر اجرایی عدالت کارگری بین ادیان، بزرگ‌ترین شبکه مردمی با ایمان در کشور را که در اقدامات محلی و ملی برای بهبود دستمزدها، مزایا و شرایط کارگران شرکت می‌کردند، بنیاد گذاشت و به خدمات رسانی پرداخت. پیش از این بوبو مدیر سازمان ملی نان برای جهان و یک مربی در آکادمی غرب میانه بود. در ۱۹۹۱ او کمیته بین ادیان شیکاگو در مورد مسائل کارگری را تأسیس نمود. او هدایت فعالیت‌ها به منظور تأمین دستمزد کافی برای امرار معاش را برعهده گرفت، در روزنامه‌های سراسری و رسانه‌های کشور از وی به‌عنوان کارشناس مسائل عدالت کارگری به‌طور وسیع نقل‌قول می‌شود. او همچنین کتابها و مقالاتی در مورد مسائل دستمزد و سازماندهی جامعه نوشته است.
وی همچنین برندهٔ جوایزی همچون جایزه صلح در زمین شده است.

## زندگی‌نامه
بوبو در سینسیناتی، اوهایو به دنیا آمد و در یک خانواده مسیحی محافظه‌کار بزرگ شد، با مدرک لیسانس دین از کالج بارنارد شهر نیویورک فارغ‌التحصیل شد. او بعدها مدرک کارشناسی ارشد خود را در اقتصاد از مدرسه جدید تحقیقات اجتماعی در نیویورک دریافت نمود.
بوبو با دیوید دوال اور، یک سیاستمدار قدیمی اصلاح طلب در شیکاگو ازدواج کرد. او دو پسر دوقلو از ازدواج قبلی خود با استیون کوتس دارد، اما کوتس در سال۲۰۱۳ درگذشت.
بوبو یکی از اعضای کلیسای متدیست وسلی متحد در ریچموند است، جایی که در گروه کر آواز می‌خواند. او به مدت ۲۷ سال به عنوان مدیر گروه کر در کلیسای مجتمع اخبار خوب (UCC) خدمت کرد.

## فعالیت حرفه‌ای
بوبو در ۱۹۷۶، مدیر سازمان نان برای جهان شد، یک سازمان مسیحی که برای تسکین و مبارزه با گرسنگی کار می‌کند. در طول این مدت، او اولین کتاب خود را نوشت، زندگی‌ها مهم است: کتابی برای سازماندهی مسیحی.
بوبو در ۱۹۸۶ سازمان نان برای جهان را ترک کرد و در آکادمی غرب میانه، یک مؤسسه آموزشی سازماندهی جامعه در شیکاگو، ایلینوی، به مربی‌گری پرداخت. او تمرکزش را بر روی سازمان‌های مسکن کم‌درآمد و سایر سازمان‌های تغییر اجتماعی گذاشت. هنگامی که در آکادمی غرب میانه بود، بوبو و همکارانش با همکاری یکدیگر برای سازماندهی تغییر اجتماعی، متنی پایه‌ای را در سازماندهی مبتنی بر جامعه نوشتند.